# Họ Rẽ
Họ Rẽ (Scolopacidae) là một họ chim lớn, bao gồm các loài chim lội. Tên gọi phổ biến bằng tiếng Việt của các loài trong họ này là "rẽ" (rẽ giun, rẽ gà), "nhát" (tên gọi khác của các loài trong chi Scolopax và Numenius), "choắt" (các chi Actitis, Heteroscelus, Limosa, Numenius, Tringa và Xenus). Phần lớn chúng ăn các loài động vật không xương sống nhỏ mà chúng kiếm được trong bùn hay đất. Sự khác nhau về chiều dài mỏ cho phép các loài khác nhau có thể cùng sinh sống trong cùng một môi trường, cụ thể là ven biển, mà không có sự cạnh tranh trực tiếp về thức ăn.

## Phân loại
Họ này bao gồm các chi như sau:
- Actitis – choắt nhỏ
- Aphriza – rẽ
- Arenaria – rẽ khoang
- Bartramia – rẽ miền núi (vùng cao)
- Calidris – rẽ
- Coenocorypha
- Eurynorhynchus – rẽ mỏ thìa
- Gallinago – rẽ giun
- Limicola – rẽ
- Limnodromus – rẽ mỏ dài
- Limosa – choắt mỏ thẳng
- Lymnocryptes
- Numenius – choắt mỏ cong (mỏ nhát)
- Phalaropus – rẽ
- Philomachus – rẽ
- Prosobonia – rẽ Polynesia
- Scolopax – rẽ gà (nhát)
- Tringa (gộp cả Catoptrophus và Heteroscelus) – choắt, choắt lùn
- Tryngites – rẽ
- Xenus – choắt

Họ lớn này cũng hay được chia ra thành các nhóm nhỏ chứa các loài chim tương tự như nhau. Các nhóm này không nhất thiết phải là một chi, nhưng như trình bày tại đây thì chúng tạo thành các dòng dõi tiến hóa đơn ngành khác biệt. Các nhóm này, với số lượng loài nằm trong ngoặc, là:
- Choắt mỏ cong hay chim mỏ nhát

Chi Numenius (8 loài choắt mỏ cong (nhát), trong đó 1-2 tuyệt chủng gần đây)
- Rẽ miền núi

Chi Bartramia (1 loài)
- Choắt mỏ thẳng

Chi Limosa (4 loài choắt mỏ thẳng)
- Rẽ mỏ dài

Chi Limnodromus (3 loài)
- Rẽ gà (nhát) và rẽ giun

Các chi Coenocorypha, Lymnocryptes, Gallinago và Scolopax (gần 30 loài, cộng khoảng 6 loài đã tuyệt chủng)
- Rẽ Phalaropus

Chi Phalaropus (3 loài rẽ cổ đỏ, chân màng)
- Choắt

Các chi Xenus, Actitis, Tringa (16 loài)
- Rẽ Polynesia

Chi Prosobonia (1 loài sinh tồn, 3-5 loài tuyệt chủng)
- Rẽ và Rẽ khoang

Khoảng 25 loài, chủ yếu trong chi Calidris là chi có thể bị chia nhỏ thành vài chi. Các chi khác hiện tại được chấp nhận là Aphriza, Eurynorhynchus, Limicola, Tryngites, Philomachus, cùng 2 loài rẽ khoang trong chi Arenaria.
Các mẫu hóa thạch sớm là rất tệ đối với nhóm mà có thể đã tồn tại vào thời kỳ tuyệt chủng của nhóm khủng long không biết bay. "Totanus" teruelensis (Hậu Miocen ở Los Mansuetos (Tây Ban Nha) đôi khi được coi là thuộc họ Rẽ - có thể là choắt – nhưng cũng có thể là chim dạng mòng bể thuộc họ Laridae; người ta biết rất ít về nó.
Paractitis được đặt tên cho hóa thạch có ở Tiền Oligocen tại Sasketchewan (Canada). Phần lớn các chi còn sinh tồn dường như đã tiến hóa trong suốt thế Oligocen tới thế Miocen với các loài chim lội nước hơi muộn hơn.
Ngoài ra còn có một số dấu tích không thể xác định nhưng có thể thuộc về các chi còn sinh tồn hay các họ hàng đã tuyệt chủng của chúng:
- Scolopacidae chi mơ hồ loài không rõ ràng (gen. et sp. indet.). Trung Miocen ở Františkovy Lázně, Cộng hòa Séc – Hậu Miocen ở Kohfidisch, Áo.
- Scolopacidae chi mơ hồ loài không rõ ràng (gen. et sp. indet.). Edson Tiền Pliocen ở quận Sherman, Hoa Kỳ với chỉ có ngoại biên xương cẳng chân phải của chim trông gần giống rẽ ngực sọc (Calidris melanotos). Có thể thuộc chi Calidris hoặc cơ sở đối với nó, hơi giống rẽ khoang.[2].

## Hình ảnh

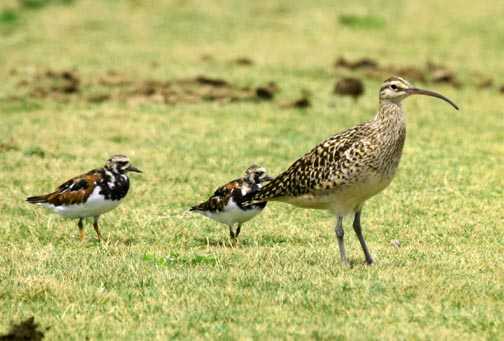
Rẽ Tahiti (Numenius tahitiensis, phải) và Rẽ khoang (Arenaria interpres)
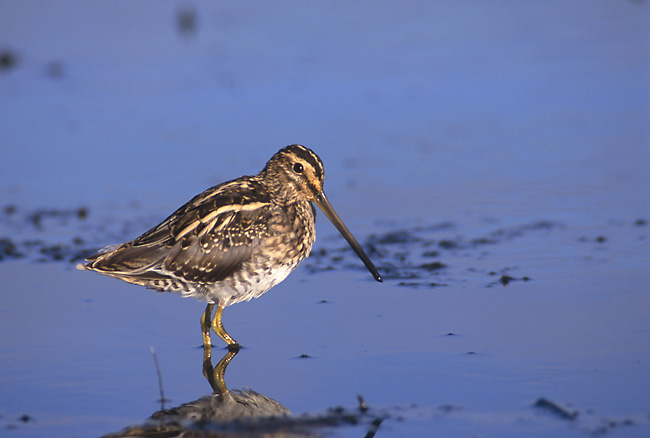
Rẽ giun thường (Gallinago gallinago)
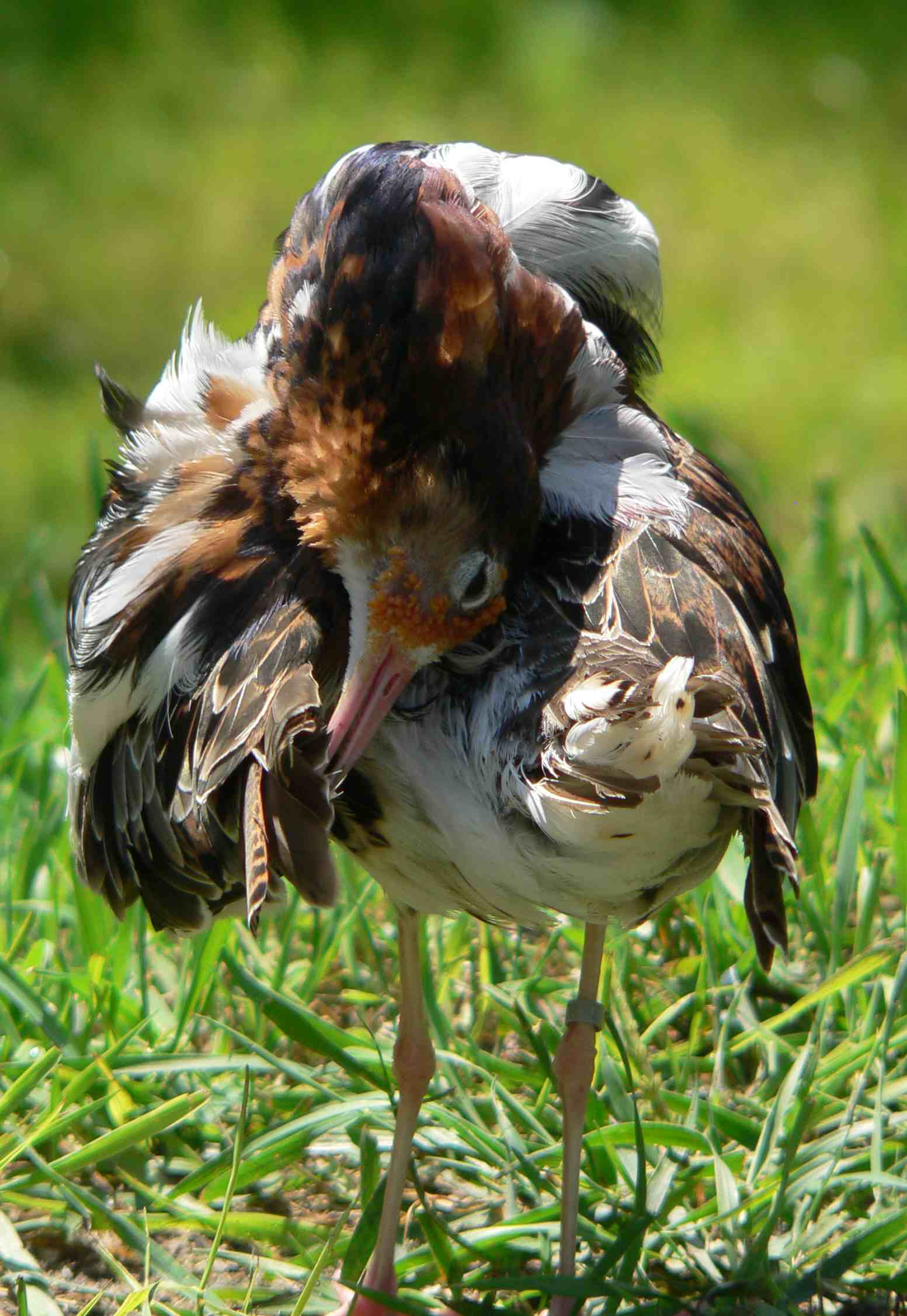
Rẽ lớn (Philomachus pugnax) đang rỉa lông